# 34. National Hockey League All-Star Game
Das 34. National Hockey League All-Star Game wurde am 9. Februar 1982 in Landover ausgetragen. Das Spiel fand im Capital Centre, der Spielstätte des Gastgebers Washington Capitals statt. Die All-Stars der Prince of Wales Conference schlugen die der Campbell Conference mit 4:2. Das Spiel sahen 18.130 Zuschauer. Mike Bossy von den New York Islanders wurde zum MVP gekürt. 

## Mannschaften
| #           | Land               | Spieler          | Pos.           | Team                |
| Torhüter    |                    |                  |                |                     |
| 1           | Kanada             | Don Edwards      | Don Edwards    | Buffalo Sabres      |
| 29          | Kanada             | Michel Dion      | Michel Dion    | Pittsburgh Penguins |
| Verteidiger |                    |                  |                |                     |
| 3           | Kanada             | Barry Beck       | Barry Beck     | New York Rangers    |
| 5           | Kanada             | Mike Ramsey      | Mike Ramsey    | Buffalo Sabres      |
| 6           | Kanada             | Ray Bourque      | Ray Bourque    | Boston Bruins       |
| 17          | Vereinigte Staaten | Rod Langway      | Rod Langway    | Montréal Canadiens  |
| 19          | Kanada             | Larry Robinson   | Larry Robinson | Montréal Canadiens  |
| 25          | Kanada             | Randy Carlyle    | Randy Carlyle  | Pittsburgh Penguins |
| Angreifer   |                    |                  |                |                     |
| 7           | Kanada             | Bill Barber      | LW             | Philadelphia Flyers |
| 8           | Kanada             | Marc Tardif      | LW             | Québec Nordiques    |
| 9           | Kanada             | Bryan Trottier   | C              | New York Islanders  |
| 10          | Kanada             | Ron Duguay       | C              | New York Rangers    |
| 12          | Kanada             | Keith Acton      | C              | Montréal Canadiens  |
| 16          | Kanada             | Rick Middleton   | RW             | Boston Bruins       |
| 20          | Kanada             | Dennis Maruk     | C              | Washington Capitals |
| 21          | Kanada             | Blaine Stoughton | LW             | Hartford Whalers    |
| 22          | Kanada             | Mike Bossy       | RW             | New York Islanders  |
| 26          | Tschechoslowakei   | Peter Šťastný    | C              | Québec Nordiques    |
| 27          | Kanada             | John Tonelli     | LW             | New York Islanders  |
| 28          | Kanada             | Brian Propp      | LW             | Philadelphia Flyers |

| #           | Land     | Spieler           | Pos.              | Team                  |
| Torhüter    |          |                   |                   |                       |
| 1           | Kanada   | Grant Fuhr        | Grant Fuhr        | Edmonton Oilers       |
| 27          | Kanada   | Gilles Meloche    | Gilles Meloche    | Minnesota North Stars |
| Verteidiger |          |                   |                   |                       |
| 2           | Kanada   | Bob Manno         | Bob Manno         | Toronto Maple Leafs   |
| 3           | Finnland | Pekka Rautakallio | Pekka Rautakallio | Calgary Flames        |
| 4           | Kanada   | Craig Hartsburg   | Craig Hartsburg   | Minnesota North Stars |
| 7           | Kanada   | Paul Coffey       | Paul Coffey       | Edmonton Oilers       |
| 24          | Kanada   | Doug Wilson       | Doug Wilson       | Chicago Black Hawks   |
| 28          | Kanada   | Harold Snepsts    | Harold Snepsts    | Vancouver Canucks     |
| Angreifer   |          |                   |                   |                       |
| 9           | Kanada   | Don Lever         | C                 | Colorado Rockies      |
| 10          | Kanada   | Dale Hawerchuk    | C                 | Winnipeg Jets         |
| 11          | Kanada   | Mark Messier      | LW                | Edmonton Oilers       |
| 12          | Kanada   | Brian Sutter      | LW                | St. Louis Blues       |
| 15          | Kanada   | Bobby Smith       | RW                | Minnesota North Stars |
| 17          | Kanada   | Denis Savard      | RW                | Chicago Black Hawks   |
| 18          | Kanada   | Dave Taylor       | RW                | Los Angeles Kings     |
| 19          | Kanada   | Dino Ciccarelli   | RW                | Minnesota North Stars |
| 20          | Kanada   | Al Secord         | LW                | Chicago Black Hawks   |
| 22          | Kanada   | Rick Vaive        | RW                | Toronto Maple Leafs   |
| 26          | Kanada   | John Ogrodnick    | RW                | Detroit Red Wings     |
| 99          | Kanada   | Wayne Gretzky     | C                 | Edmonton Oilers       |

## Spielverlauf

### Wales Conference All-Stars 4 – 2 Campbell Conference All-Stars
All Star Game MVP: Mike Bossy (2 Tore)
| Team       | Zeit  | Stand | Torschütze    | Vorlagengeber  | Vorlagengeber   |
| 1. Drittel |       |       |               |                |                 |
|            | 2:32  | 0–1   | Rick Vaive    | Brian Sutter   |                 |
|            | 12:03 | 1–1   | Ray Bourque   | Randy Carlyle  | Dennis Maruk    |
|            | 13:27 | 2–1   | Marc Tardif   | Rick Middleton | Peter Šťastný   |
| 2. Drittel |       |       |               |                |                 |
|            | 20:26 | 2–2   | Wayne Gretzky | Paul Coffey    | Dino Ciccarelli |
|            | 37:10 | 3–2   | Mike Bossy    | Barry Beck     | John Tonelli    |
| 3. Drittel |       |       |               |                |                 |
|            | 41:19 | 4–2   | Mike Bossy    | Larry Robinson |                 |

Schiedsrichter: Willy Harris 

Linienrichter: Ron Finn, Swede Knox 

Zuschauer: 18.130